# Pearl (groupe)
Pour les articles homonymes, voir Pearl.
Pearl est un groupe de musique belge issu du concours de talents organisé par JIM-talentenjacht, Looking for Pearl. Il est composé d'une chanteuse Charlotte Buyl et de deux danseuses, Kim Vanbockryck et Marijke Gijsemans.

## Biographie
Le groupe est formé à l'issue du concours de talents organisé par JIM-talentenjacht, Looking for Pearl en septembre 2010. Il se compose de la chanteuse Charlotte Buyl, âgée de 18 ans et originaire de Bruges, étudiante en gestion de la communication à Anvers, qui avait déjà participé à X-Factor 2008, et des danseuses Kim Vanbockryck et Marijke Gijsemans.
Écrit, composé et produit par Jef Martens et Peter Luts, leur premier single Speechless atteint la 21e position de l'Ultratop 50 Singles flamand. Leur second single Like a Video Game, sorti en 2011, atteint la deuxième place de l'Ultratip Bubbling Under. Le clip de la chanson est tourné dans le parc à thème Warner Bros en Allemagne. Le groupe est en pause depuis.

## Discographie
| Titre                                                              | Année | Meilleure position | Meilleure position          | Album                  |
| Titre                                                              | Année | FLA Ultratop 50    | FLA Ultratip Bubbling Under | Album                  |
| ------------------------------------------------------------------ | ----- | ------------------ | --------------------------- | ---------------------- |
| Speechless                                                         | 2010  | 21                 | —                           | Speechless (EP)        |
| Like a Video Game                                                  | 2011  | —                  | 2                           | Like a Video Game (EP) |
| « — » indique que le titre n'est pas sorti ou classé dans le pays. |       |                    |                             |                        |